# The Zinj Complex
The Zinj Complex è un videogioco d'avventura dinamica fantascientifico pubblicato per Commodore 64 nel 1994, epoca tarda della vita commerciale di tale computer. Fu il primo e, per quanto si sappia, unico titolo del produttore danese Look What the Cat Dragged In (LWTCDI Software), ed era venduto per ordine postale. Venne successivamente pubblicato anche dall'editrice olandese Crystal Software, in raccolta con McRat, un platform programmato dallo stesso autore di The Zinj Complex, Michael Svendsen.

## Trama
Un misterioso complesso sotterraneo è stato scoperto nel deserto dell'Arizona e battezzato come la leggendaria città di Zinj. I primi scienziati inviati a esaminare il complesso sono morti avvelenati da gas tossici. Viene inviato allora un agente speciale di una "squadra anti-scienziato-pazzo" con equipaggiamento futuristico.

## Modalità di gioco
Il gioco si svolge in un labirinto sotterraneo di più piani formato da stanze rettangolari, dall'aspetto malridotto e tra loro simili a parte il colore. Le stanze sono collegate da porte che possono trovarsi al centro di ciascuno dei quattro lati e in alcuni casi sono chiuse a chiave. Sullo schermo viene mostrata solo la stanza attuale, con visuale statica dall'alto, dalla verticale. Il personaggio del giocatore può camminare in tutte le direzioni e fare fuoco con un'arma montata sul suo casco, che emette un cortissimo raggio in avanti.
In ogni stanza si trovano casse appoggiate alle pareti e imprecisati nemici di varie forme pulsanti. I nemici fluttuano lentamente e riducono l'energia vitale del protagonista se lo toccano. L'arma si usa sia per eliminare i nemici, sia per aprire le casse. Molte delle casse sono vuote, ma ciascuna può contenere una chiave magnetica per aprire le porte o per gli ascensori, una ricarica di energia oppure una trappola che sottrae un po' di energia.
Per passare al livello successivo si deve ripulire tutto il piano dai nemici e quindi prendere l'ascensore con la necessaria chiave magnetica. Si deve rispettare anche uno stretto limite di tempo.